# Descent: Viaggi nelle tenebre
Descent: Viaggi nelle tenebre è un gioco da tavolo di avventura di Kevin Wilson, pubblicato dalla Fantasy Flight Games nel 2005 e distribuito in Italia dalla Nexus Editrice. Nel 2012 è stata pubblicata una seconda edizione.

## Gioco
Può essere giocato da 2 a 5 giocatori: fino a 4 di questi impersonano degli eroi (guerrieri, maghi, ladri o vie di mezzo) mentre un giocatore impersona il Signore Supremo, una potente entità che cerca di ostacolare gli eroi con poteri, trappole o evocando mostri (che variano da piccoli uomini bestia a possenti draghi). Gli eroi devono esplorare pericolosi e oscuri dungeon cercando di risolvere una missione, che può essere uccidere un mostro molto potente, trovare sacre reliquie o salvare qualcuno.
Gli eroi, durante l'esplorazione, possono trovare tesori ed equipaggiamenti, e possono trovare monete d'oro da spendere in città per rendersi più forti. La mappa di Descent è composta da vari tasselli di mappa assemblati ogni volta in modo diverso, per rendere ogni avventura sempre diversa. Spetta al Signore Supremo assemblare la mappa a seconda della missione intrapresa, e sempre a lui spetta il compito di narrare la storia della missione, evocare e comandare i mostri che ostacolano gli eroi, e piazzare gli oggetti presenti nella mappa. Solo il Signore Supremo sa che cosa aspetta affrontare agli eroi in ogni determinata mappa. Il Signore Supremo, ogni volta che gli eroi visitano una area della mappa ancora sconosciuta, piazza in quest'ultima tutto ciò che gli eroi "vedono", cioè mostri, tesori, scrigni e pozioni.
Il Signore Supremo ottiene la vittoria se gli eroi perdono tutti i loro segnalini conquista, che vengono persi ogni volta che vengono uccisi in base alla loro potenza. Gli eroi vincono se completano la missione a loro assegnata.

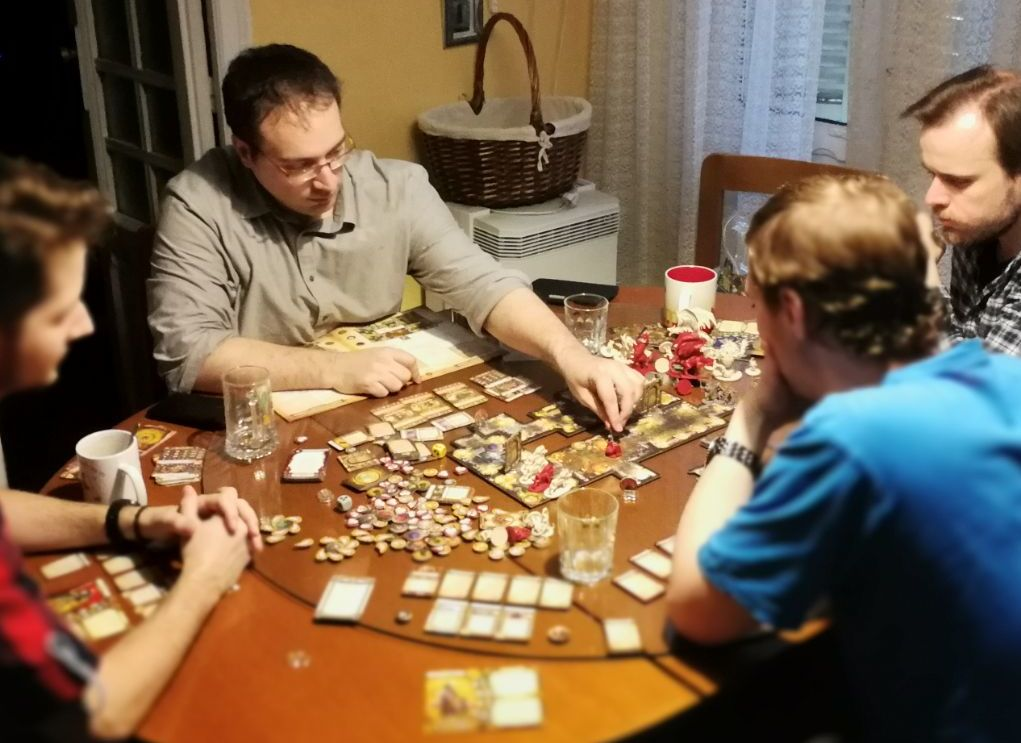
Giocatori con il gioco da tavolo Descent

## Espansioni ufficiali prima edizione
Il pozzo dell'oscurità
L'altare della disperazione
Tomb of ice (mai pubblicato in Italia)
Via per la leggenda
L'oceano di sangue

## Espansioni ufficiali seconda edizione
La Tana del Drago
Il Labirinto della Rovina
Le Paludi dei Troll
L'Ombra di Narekhall
Il Maniero dei Corvi
Le Nebbie di Bilehall
Le Antiche Catene
I Guardiani di Deephole
Frammenti di Eterna Oscurità
Visioni dell'Alba
I Custodi del Segreto
 Il Giuramento del Reietto
Protettori della Natura
Il Giuramento dei Campioni
La Crociata dei Dimenticati
Inoltre, sono stati pubblicati anche 22 "Pack Luogotenente" e un’applicazione per dispositivi smartphone e computer, “Road to Legend”. A questi va ad aggiungersi il "Kit di conversione" che permette di convertire mostri e eroi della prima edizione rendendoli giocabili nella seconda.